# Sanningens ögonblick
Sanningens ögonblick betecknar inom marknadsföring, speciellt tjänstemarknadsföring, det personliga mötet, ansikte-mot-ansikte, mellan kunden och företagets medarbetare.

## Bakgrund
I teori om tjänster utgår man från att en tjänst har ett antal speciella egenskaper som skiljer dem från varor: jämfört med en vara är en tjänst icke påtaglig, samtidigt som produktionen av tjänsten kan inte separeras från dess konsumtion. Dessa två egenskaper innebär att det mänskliga mötet mellan kundens och företagets medarbetare blir en viktig källa till information för kundens uppfattning av såväl tjänsten som företaget. Begreppet sanningens ögonblick för detta möte myntades av Richard Normann (1943-2003), forskare och konsult. Normann använde begreppet när han anlitades för att reformera flygbolaget SAS under början av 1980-talet och det fick sedan ökad spridning när Jan Carlzon, dåvarande VD på SAS, använde det i sin bok Riv pyramiderna (titel på engelska: Moments of Truths).

## Användningsområden
Inom forskning om tjänster används begreppet sanningens ögonblick för att beteckna studier av hur mötet mellan kunden och företagets medarbetare påverkar såväl kunden som medarbetaren. Undersökningar av påverkan på kunden är vanligast och avser i regel hur olika medarbetarbeteenden i mötet bidrar till kundens övergripande uppfattning om företaget (i form av upplevd tjänstekvalitet eller kundnöjdhet). I internationell tjänsteforskning under senare år förekommer också begreppet tjänstemöte (på engelska service encounter) som en synonym till sanningens ögonblick.
I praktisk verksamhet har företag inom hotell- och flygverksamhet, samt inom detaljhandeln, uppmärksammat att endast ett kort möte mellan kunden och företagets medarbetare ofta påverkar kundens helhetsintryck. Många företag arbetar därför med standardiserade riktlinjer för vad medarbetaren bör göra i mötet med kunden. Under senare år har en del företag valt att låta begreppet sanningens ögonblick ersättas av begreppet beröringspunkt (på engelska touch point) som omfattar kundens samtliga möten med ett visst företag (exempelvis kundens exponering för annonser, byggnader och förpackningar), och inte endast personliga möten med företagets medarbetare.

## Kuriosa
Begreppet sanningens ögonblick har under en lägre tid använts för att beskriva det moment i tjurfäktning när matadoren dödar tjuren, ett moment som anses kräva särskilt mod, skicklighet och disciplin av matadoren. Detta moment, som många andra i tjurfäktning, är starkt ritualiserat och i klassisk tjurfäktning kan sanningens ögonblick endast komma till uttryck på två sätt; matadoren rör sig mot en stillastående tjur eller en stillastående matador inväntar en tjur i rörelse. Ernest Hemingway beskriver sanningens ögonblick i sådana termer i boken Döden på eftermiddagen från 1932. Ett möte mellan en kund och ett företags medarbetare följer dock ingen given mall och kan komma till uttryck på många olika sätt.